# Baroreflex
Der Baroreflex  oder Barorezeptor-Reflex ist ein homöostatischer Mechanismus, der den Blutdruck aufrechterhält. Er basiert auf einer negativen Feedback-Schleife, in der ein erhöhter Blutdruck reflektorisch die Herzfrequenz und damit den Blutdruck senkt; umgekehrt unterdrückt ein niedriger Blutdruck den Baroreflex, wodurch die Herzfrequenz und damit der Blutdruck wieder steigt.
Dieses System basiert auf spezialisierten Neuronen, so genannte Barorezeptoren, im Aortenbogen und dem Karotissinus, um Veränderungen im Blutdruck zu messen und diese an den Hirnstamm weiter zu melden. Weitere Veränderungen des Blutdrucks werden durch das vegetative Nervensystem vermittelt. Das atriale natriuretische Peptid ist Teil einer parallelen negativen Feedback-Schleife als Gegenspieler zum Renin-Angiotensin-System. Bei Blutdruckanstieg in der Halsschlagader (Karotis) werden die Barerezeptoren aktiviert und leiten ein afferentes Signal an den Hirnstamm. Dadurch werden efferente sympathische Signale gehemmt und parasympathische erhöht. Dadurch sinkt die Herzfrequenz und die Reninausschüttung in der Niere, und es kommt zu einer Gefäßerweiterung (Vasodilatation). Durch die Reninhemmung wird das RAAS heruntereguliert (Renin-Angiotensin-Aldosteron-System).

## Anatomie
Barorezeptoren kommen in den Herzohren und der Vena cava vor, aber die sensitivsten Barorezeptoren finden sich im Karotissinus und im Aortenbogen. Die Barorezeptoren im Karotissinus werden durch den Nervus glossopharyngeus innerviert; die Barorezeptoren im Aortenbogen vom Nervus vagus. Die Aktivität der Barorezeptoren wird über diese Nerven zum Nucleus tractus solitarii (NTS) des Hirnstamms weitergeleitet.
Der NTS entsendet exzitatorische glutamaterge Fasern zur kaudalen ventrolateralen Medulla (CVLM) und aktiviert diese. Die aktivierte CVLM sendet dann inhibitorische GABAerge Fasern zur rostralen ventralen Medulla (RVLM) und inhibiert diese. Die RVLM ist der primäre Kern zur Steuerung des sympathischen Nervensystems; er sendet exzitatorische Fasern zum präganglionären Neuronen der intermediolateralen Kerne des Rückenmarks. Folglich aktivieren die Barorezeptoren bei hohem Blutdruck den NTS, dieser aktiviert die CVLM, welche wiederum die RVLM inhibiert und damit den Sympathikus hemmt, was zu einer Senkung des Blutdrucks führt. Umgekehrt sorgt ein niedriger Blutdruck für eine Zunahme im Tonus des Sympathikus durch geringere Inhibition der RVLM.
Der NTS schickt auch exzitatorische Fasern zum Nucleus ambiguus, der den Parasympathikus reguliert, und senkt so zusätzlich die Auswirkungen des Sympathikus bei erhöhtem Blutdruck.
Es wurde festgestellt, dass die elektrische Stimulation des Baroreflex mit Hilfe eines Geräts ähnlich einem Herzschrittmacher den Blutdruck bei Patienten mit resistenter Hypertonie senkt.

## Auswirkung auf die Herzfrequenzvariabilität
Der Baroreflex ist Teil der niederfrequenten Komponente der Herzratenvariabilität, bei ca. 0,1 Hz.

## Baroreflex Aktivierungs-Therapie (BAT) zur Behandlung der therapierefraktären Hypertonie

Baroreflex Aktivierung unterscheidet sich von der vagalen Stimulation. Es wirkt durch ein afferentes Glied, das den doppelten Effekt hat, den vagalen Abfluss zu stimulieren und den globalen sympathischen Abfluss zu dämpfen.

Sieben klinische Studien haben gezeigt, dass die Stimulation der Barorezeptoren durch ein herzschrittmacherähnliches Gerät den Blutdruck bei Menschen mit therapieresistenter Hypertonie senkt.
Die beobachtete Senkung des systolischen Blutdrucks beim längsten verfügbaren Follow-up beträgt 36 mmHg (359 Patienten). In den ersten 6 Monaten beträgt der durchschnittliche Blutdruckabfall 21 mmHg (307 Patienten). Für Patienten in Europa haben Baroreflex-Aktivierungs-Therapiegeräte das CE-Zeichen für die Behandlung von resistenter Hypertonie erhalten.

## Baroreflex Aktivierungs-Therapie (BAT) zur Behandlung der Herzinsuffizienz
Die Senkung der Sympathikusaktivität durch die Baroreflex-Aktivierungs-Therapie, deutet auf ein Potenzial bei der Behandlung der chronischen Herzinsuffizienz hin, da in diesem Zustand oft eine intensive Sympathikus-Aktivierung stattfindet und Patienten mit einer solchen Sympathikus-Aktivierung ein deutlich erhöhtes Risiko für schwerwiegende Arrhythmien und Tod aufweisen.
Eine Studie hat bereits gezeigt, dass die Baroreflex-Aktivierungs-Therapie den funktionellen Status, die Lebensqualität, die Belastbarkeit und das N-terminale natriuretische Peptid verbessern.
Die randomisierte, kontrollierte BeAT-HF Studie wurde in den USA und Europa durchgeführt, um die Auswirkungen auf Symptome, Belastbarkeit, Blutmarker, Morbidität und Mortalität der Herzinsuffizienz zu untersuchen. Die 2020 publizierten BeAT-HF-Ergebnisse zeigen eine signifikante Verbesserung der Lebensqualität, der körperlichen Belastbarkeit und des Herzbelastungs-Laborwertes NT-proBNP durch die BAT, wenn diese zusätzlich zu einer optimalen medikamentösen Therapie eingesetzt wird. In einer weiteren Studie wurden Langzeit-Daten mit einer medianen Nachbeobachtungszeit von 3 Jahren (maximal 7,5 Jahre) zur BAT bei Patienten mit Herzinsuffizienz mit reduzierter Ejektionsfraktion (HFrEF) veröffentlicht, die zeigte, dass sich die NYHA-Klasse, die LVEF (linksventrikuläre Ejektionsfraktion) und das NT-proBNP (kardialer Marker für Herzbelastung) verbesserten.